# Gysbert Japix
Gysbert Japicx, även Japiks eller Japix, född i Bolsward (Boalsert) i Friesland 1603, död där 1666, är den mest kända författare som skrivit på frisiska.
Japix var hela sitt yrkesverksamma liv anställd som skollärare och kantor i Bolsward. Han debuterade 1640 med Fryske Tsjerne, en bok med poesi och historier. Det mesta av hans verk gavs ut 1667 av hans vän Simon Gabbema. Senare publicerades även deras brevväxling.
Japix var den första som använde frisiska som litterärt språk efter att det hade slutat användas som rätts- och förvaltningsspråk kring 1580. Han skrev i samma stil som nederländska och andra europeiska författare från den tiden. Filologen Franciscus Junius lärde sig frisiska av honom. Det är Japix stavning som ligger till grund för hur frisiska fortfarande skrivs.